# Eosurcula
Eosurcula is een geslacht van uitgestorven mollusken, dat leefde tijdens het Eoceen.

## Beschrijving
Deze trapgevel had een langgerekte, torenvormige schelp met tamelijk losse windingen en een sterke spiraalsculptuur, die werd doorkruist door dicht opeen staande groeilijntjes. De lange en slanke spira bevatte een ondiepe, goed waarneembare sutuur (afscheiding tussen twee windingen). Het windingprofiel had een lichte knik vlak onder de schouder. De lensvormige mondopening liep langzaam maar zeker over in het sifonaal kanaal. Dit bevond zich in het lange, dunne rostrum. Vlak onder de top bevond zich een scherpe, gebogen mondrand met een karakteristieke diepe, afgeronde inbochting. De lengte van de schelp bedroeg ongeveer 3 cm.

## Leefwijze
Dit carnivore, mariene geslacht bewoonde betrekkelijk diepe wateren op zandbodems.